# Campillo de Aragón
Campillo de Aragón és un municipi de la província de Saragossa situat a la comarca de la Comunitat de Calataiud.